# Brachionus austrogenitus
Brachionus austrogenitus är en hjuldjursart som beskrevs av Elbert Halvor Ahlstrom 1940. Brachionus austrogenitus ingår i släktet Brachionus och familjen Brachionidae. Inga underarter finns listade i Catalogue of Life.